# Dangerous Lies (film 2020)
Dangerous Lies è un film thriller del 2020 diretto da Michael Scott e interpretato da Camila Mendes e Jessie T. Usher.
Il trailer è stato pubblicato il 13 aprile 2020.
La pellicola è stata distribuita il 30 aprile 2020 sulla piattaforma Netflix.

## Trama
Katie e Adam sono una giovane coppia sposata che fatica a pagare le bollette. Katie lavora come cameriera mentre Adam frequenta l'università. Una notte, avviene un tentativo di rapina nella tavola calda dove lavora Katie, ma Adam riesce a respingere i rapinatori.
Quattro mesi dopo, Katie trova un altro lavoro come badante per Leonard, un uomo anziano e benestante che le stringe un legame molto stretto. Dopo avergli raccontato delle sue difficoltà finanziarie, Leonard insiste per aiutarla con i soldi, ma Katie lo convince a dare ad Adam un lavoro come giardiniere. Un giorno, Mickey Hayden, che si spaccia per un agente immobiliare, dice a Katie che un cliente è interessato ad acquistare la casa. Quando Katie gli dice che non è in vendita, inizia a osservare attentamente la coppia. Poco dopo, Leonard firma a Katie un assegno di 7.000 dollari. Lei non vuole accettarlo, ma Adam la convince a usarlo per pagare le bollette in scadenza e restituire il resto a Leonard.
Il giorno dopo, Katie e Adam arrivano a casa di Leonard e lo trovano morto, lasciando Katie sconvolta. La coppia trova una grossa somma di denaro in un baule e, dopo una piccola discussione, accetta di tenerla senza avvisare la polizia. Al funerale di Leonard, apprendono dal suo avvocato, Julia, che Leonard ha lasciato a Katie la sua proprietà e tutti i suoi beni. Katie e Adam si trasferiscono a casa di Leonard, ma vengono nuovamente inseguiti dal motivatissimo Hayden, che la minaccia. Allo stesso tempo, il detective Chesler inizia a sospettare di Adam e inizia a indagare sulla morte di Leonard e sulla rapina al ristorante.
Dopo aver parlato con il detective, Katie inizia a sospettare di Adam. Desiderosa di affrontarlo, perquisisce l'intera proprietà e finisce per trovare una stanza segreta in un capanno. Trova poi Ethan (il precedente giardiniere di Leonard) morto da tempo per una ferita da arma da fuoco con una borsa piena di diamanti. Adam indaga su Hayden e scopre che è stato recentemente rilasciato dalla prigione per aver rubato oltre tre milioni di dollari in diamanti, scopre che Ethan era il complice di Hayden e che Hayden lo aveva ucciso per impossessarsi della sua parte.
Ethan, ferito a morte, era fuggito a casa di Leonard, dove era morto. Hayden sa che i diamanti devono essere nascosti da qualche parte nella proprietà, quindi è ansioso di trovarli. Adam informa Katie del pericolo imminente, così decidono di fuggire insieme con i soldi che avevano trovato in soffitta. Mentre Adam si prepara, Hayden si presenta e tiene Katie sotto tiro, esigendo i diamanti. Hayden e Adam si scambiano colpi di arma da fuoco, e vengono entrambi uccisi. Julia arriva e Katie le dice che è stato Hayden a uccidere Leonard con un'overdose di farmaci. Julia afferra la pistola di Hayden e punta Katie contro di lei, rivelando di essere stata la sua difensore d'ufficio e di essere coinvolta nel complotto. Chiede i diamanti, ma Katie le dice che Adam li ha nascosti da qualche parte, e lei non sa dove. Chesler arriva giusto in tempo e spara a Julia, uccidendola.
Quattro mesi dopo, Chesler parla con Katie, incinta, e le dice che, per la cronaca, solo Hayden e Julia sono coinvolti nel rapporto finale. E, sebbene abbiano cercato i diamanti in casa, non li hanno mai trovati. Nell'ultima inquadratura, Katie accende gli irrigatori e lascia il giardino. L'acqua sposta il terreno e si vede che i diamanti sono sepolti sotto un albero, cosa che Adam aveva lasciato intendere in punto di morte.

## Produzione
Nell'aprile 2019, è stato annunciato che Camila Mendes si era unita al cast del film. Nel maggio 2019, Jessie T. Usher, Jamie Chung, Cam Gigandet, Sasha Alexander ed Elliott Gould si sono uniti al cast del film.

### Riprese
Le riprese sono iniziate ad aprile e si sono concluse ad agosto 2019.